# 下岗再南坎沿遗址
下岗再南坎沿遗址，位于中国青海省贵德县尕让乡俄加村，为青海省市县级文物保护单位，公布日期为1987年8月6日，类型为古遗址。
下岗再南坎沿遗址的历史年代为唐汪式。